# Windows Communication Foundation
A Windows Communication Foundation (röviden WCF) egy alkalmazásprogramozási felület (API) a .NET keretrendszerben egymással összekapcsolt szolgáltatás-orientált (SOA) architektúrájú programok készítésére.

## Felépítés
A WCF a szolgáltatás-orientált architektúra alapelveire épül, így támogatja az elosztott számítást, ahol a szolgáltatásokat felhasználók hívják meg. A kliensek több szolgáltatást is hívhatnak, a szolgáltatásokat több kliens is hívhatja. A szolgáltatások lazán kapcsolt rendszert alkotnak. A szolgáltatásoknak általában van egy WSDL interfészük, aminek segítségével bármely WCF kliens képes a szolgáltatás hívására, függetlenül attól, hogy a szolgáltatás milyen platformon működik. A WCF további magasabb szintű Web szolgáltatás (WS) sztenderdeket is megvalósít, mint például a WS-Addressing, a WS-ReliableMessaging és a WS-Security. A .NET keretrendszer 4.0-s kiadásától a WCF támogatja továbbá az RSS Syndication Services-t is.

### Végpontok
A WCF kliens Végponton keresztül kapcsolódik a szolgáltatáshoz. Minden szolgáltatáshoz egy (vagy több) végponton keresztül lehet kapcsolódni. Minden végpontnak van egy URL címe amin keresztül elérhető, valamint csatlakozási adatai amik leírják, hogy milyen szabvány szerint lehet kommunikálni azon a csatornán.
A kötések (bindings) leírják a kommunikációs protokollokat, amikkel a szolgáltatás elérhető. (Például biztonsági mechanizmusok). A WCF-be beépítették a legtöbb általánosan használt kommunikációs protokollt, mint például a SOAP HTTP, SOAP TCP, SOAP Message Queues, stb. A WCF végpont és a kliens közötti párbeszéd SOAP üzenetbe van ágyazva. A SOAP keret XML formátumú, ez teszi a WCF-et platform függetlenné.
Amikor egy kliens kapcsolódik egy szolgáltatás végpontjához, nem elég pusztán a contract-ot ismerni, pontosan tudnia kell a végpont kapcsolódási beállításait (binding configuration) is. Ahhoz, hogy a kapcsolat létrejöhessen, a kliensnek és a szolgáltatásnak kompatibilis végponttal kell rendelkezniük.
A .NET keretrendszer 3.5-s kiadásával 2007 novemberében a Microsoft egy új kódolót is beépített, ami segítségével már a JSON szerializáció is támogatott a WCF ben. Ennek segítségével könnyedén lehet AJAX vezérelte weblapokkal is WCF szolgáltatást hívni.

## Együttműködés
WCF magas fokú együttműködést támogat más WCF alkalmazásokkal függetlenül attól, hogy azok ugyanazon a Windowsos gépen, egy másik Windowsos gépen vagy valamilyen más, szabványos web-szolgáltatást támogató platformon (például Java) futnak. A WCF továbbá nem csak a SOAP üzeneteket támogatja. Beállítható akár standard XML, RSS, vagy akár JSON formátumra is. Ez teszi igazán flexibilissé, és megfelelővé a jelen- és jövőbeli elvárásoknak.

## További WCF szakirodalom
- Craig McMurtry, Marc Mercuri, and Nigel Watling: Microsoft Windows Communication Foundation: Hands-On, SAMS Publishing, May 26, 2006, ISBN 0-672-32877-1
- Steve Resnick, Richard Crane, Chris Bowen: Essential Windows Communication Foundation (WCF): For .NET Framework 3.5, Addison-Wesley, February 11, 2008, ISBN 0-321-44006-4
- Craig McMurtry, Marc Mercuri, Nigel Watling, Matt Winkler: Windows Communication Foundation Unleashed (WCF), Sams Publishing, March 6, 2007, ISBN 0-672-32948-4
- Juval Löwy: Programming WCF Services, O'Reilly Media, Inc., February 20, 2007, ISBN 0-596-526997
- Pablo Cibraro, Kurt Claeys, Fabio Cozzolino, Johann Grabner: Professional WCF 4: Windows Communication Foundation with .NET 4, Wrox, June 15, 2010, ISBN 0-470-56314-1